# 츠루 히로미
츠루 히로미(일본어: 鶴ひろみ, 1960년 3월 29일 ~ 2017년 11월 16일)는 일본의 성우이다. 초등학교 2학년때 극단 히마와리에 입단하였고 고등학교 3학년이었던 1978년에 세계명작극장 시리즈 중 하나인 <펠리네 이야기>의 주인공을 맡아 성우로서 데뷔하였다.

## 출연작
- 가면라이더 오즈 - 프테라노돈야미
- 날아라 호빵맨 - 짤랑이
- 드래곤볼 - 부르마
- 란마1/2 - 쿠온지 우쿄
- 변덕스러운 오렌지로드 - 아유카와 마도카
- 사무라이 참프루 - 시노
- 신풍괴도 쟌느 - 잔다르크
- 원피스 (애니메이션) - 샤키
- 이누야샤 - 히메(제 85화에서 등장하였다.)

## 사망
- 2017년 11월 16일 일본 도쿄 수도고속도로 도심환상선에서 운전 중, 급성 대동맥 박리를 일으켜 사망했다. 향년 58세 (만 57세). 차량을 세우고 비상등을 켜는 데는 성공했으나 의식을 잃고 사망한 뒤 발견됐다.